# Episodi di Streghe per amore

Logo della serie

Questa è la lista degli episodi di Streghe per amore (Ultra Maniac), anime tratto dall'omonimo manga di Wataru Yoshizumi, trasmesso in Giappone su Animax dal 20 maggio all'11 novembre 2003. In Italia è andato in onda su DeA Super dal 10 gennaio al 4 febbraio 2011.
Nell'agosto 2002 venne prodotto un episodio OAV pilota, inedito nel resto del mondo, che presenta l'incontro tra le due protagoniste Ayu e Nina (adattamento del primo capitolo del manga), argomento che verrà in seguito mostrato anche nel quarto episodio dell'anime mentre la storia riguardante la partita di tennis viene ripresa ed estesa nel terzo episodio della serie regolare.
Le sigle di apertura, Kagami no naka (鏡の中? lett. "All'interno dello specchio"), e di chiusura, Hitotsu = Unmei kyōdōtai (ひとつ＝運命共同体? lett. "Un'unione del fato"), sono cantate da can/goo.

## Lista episodi

### OAV
| Nº  | Titolo italiano (traduzione letterale) Giapponese 「Kanji」 - Rōmaji | Prima edizione | Prima edizione |
| Nº  | Titolo italiano (traduzione letterale) Giapponese 「Kanji」 - Rōmaji | Giapponese     | Italiano       |
| OAV | Cuore palpitante, diario misterioso ★ 「ときめき不思議ダイアリー★」 - Tokimeki fushigi Daiarī ★ | 6 agosto 2002  | inedito        |
| OAV | Ayu Tateishi è una studentessa del 2º anno di liceo, la quale non crede alla magia. Un giorno mentre si trova a scuola si accorge che una nuova studentessa di nome Nina Sakura sta piangendo, così cerca di consolarla e scopre che ha smarrito qualcosa un oggetto. Successivamente Ayu esce da scuola e trova nel giardino quella che sembra una console portatile, si reca da Nina per ridargliela e quest'ultima la ringrazia. Il giorno successivo nasce un litigio tra i ragazzi e le ragazze per decidere quanti campi spettano a ciascun gruppo, così viene lanciata una sfida a tennis tra i due migliori giocatori dei rispettivi sessi e vengono scelti Tsujiai Hiroki e Ayu. Quest'ultima si ritrova costretta ad accettare controvoglia nonostante la sua abilità nello sport sia notevole ma crede di non farcela contro un maschio, così Nina utilizza una magia per trasformarla in un ragazzo credendo di migliorare le sue capacità. Ayu si spaccia per un suo cugino e partecipa alla competizione, dove però perde, nonostante ciò il rappresentante dell'altra squadra trova ingiusto che uno dei due gruppi debba avere meno spazio dell'altro così vengono concessi due campi sia ai maschi che alle femmine. Infine Ayu è sollevata dalla cosa e prova a far tornare normale ma Nina riesce a farlo solo dopo due ore. |                |                |

## Home video

### Giappone
VHS
Gli episodi di Streghe per amore sono stati pubblicati per il mercato home video nipponico in edizione VHS dal 1º ottobre 2003 al 3 marzo 2004.
| Nº | Data            | Episodi | Fonte |
| -- | --------------- | ------- | ----- |
| 1  | 1º ottobre 2003 | 1-4     | [ 5 ] |
| 2  | 6 novembre 2003 | 5-8     | [ 5 ] |
| 3  | 3 dicembre 2003 | 9-12    | [ 5 ] |
| 4  | 7 gennaio 2004  | 13-16   | [ 5 ] |
| 5  | 4 febbraio 2004 | 17-21   | [ 5 ] |
| 6  | 3 marzo 2004    | 22-26   | [ 5 ] |

DVD
Gli episodi della serie sono stati pubblicati per il mercato home video nipponico in edizione DVD dal 1º ottobre 2003 al 4 febbraio 2004.
| Nº | Data            | Episodi | Fonte |
| -- | --------------- | ------- | ----- |
| 1  | 1º ottobre 2003 | 1-8     | [ 5 ] |
| 2  | 3 dicembre 2003 | 9-16    | [ 5 ] |
| 3  | 4 febbraio 2004 | 17-26   | [ 5 ] |